# رافا (بازیکن فوتبال، زاده ۱۹۷۰)
رافا (انگلیسی: Rafa؛ زادهٔ ۲۵ اکتبر ۱۹۷۰) بازیکن فوتبال اهل اسپانیا است.
از باشگاه‌هایی که در آن بازی کرده‌است می‌توان به باشگاه فوتبال رئال اویدو، باشگاه فوتبال اسپورتینگ خیخون، باشگاه فوتبال کاونتری سیتی، و باشگاه فوتبال مالاگا اشاره کرد.
وی همچنین در تیم ملی فوتبال زیر ۲۳ سال اسپانیا بازی کرده‌است.